# Aurorobotys crassispinalis
Aurorobotys crassispinalis là một loài bướm đêm trong họ Crambidae.